# Mason County (Kentucky)
Mason County is een county in de Amerikaanse staat Kentucky.
De county heeft een landoppervlakte van 624 km² en telt 16.800 inwoners (volkstelling 2000). De hoofdplaats is Maysville.

## Geboren
- Albert Sidney Johnston (Washington, 1803-1862), beroepsofficier en Zuidelijke generaal tijdens de Amerikaanse Burgeroorlog
- Roy Bean (ca. 1825-1903), roemruchte rechter uit het Wilde Westen